# 韩子高
韓子高（538年—567年），原名韓蠻子，會稽郡山陰縣人，南陳將領，中國古代南北朝美男子，有才德，文武双全。
韓子高出身寒微，是時子高年十六，尚總角，容貌豔麗，纖妍潔白，如美婦人。螓首膏髮，自然娥眉，見者無不惊叹。在还乡路上邂逅了臨川王陳蒨。陳蒨十分喜欢他，將韓蠻子收為貼身侍從，並改其名為「韓子高」。韓子高性格恭謹，勤於侍奉，一直主持陳蒨的酒食。陳蒨性急，韓子高卻總能很快明白他的意思。韓子高长大以后，學習騎射，頗有膽量。在平定杜龕之后，陳蒨配給他士卒，提拔為將領，但陳蒨仍一直將韓子高留侍於側。陈蒨讨伐张彪时，遭张彪夜袭，韩子高保护在其身旁，后在乱军中找到周文育，三人收拢乱军，平定张彪，收复浙东。韩子高轻财礼士，也因此愈发得到重用。陳蒨繼位以後，史稱陳文帝，韩子高為右軍將軍。天嘉元年，又以功封爵，邑三百戶，参与平定王琳，韩子高也提拔了很多有能力的军士。天嘉二年，升任員外散騎常侍、壯武將軍、成州刺史。後又被授以假節、貞毅將軍、東陽太守之位。累官至文招縣伯、散騎常侍、右衛將軍。陳文帝病重之时，他入宫侍奉醫藥。後來陳廢帝即位，韓子高因為位高權重，受太傅權臣陳頊猜忌，最终被誣陷谋反而處死，年僅三十二歲。
韩子高与陈文帝为总角之好，韩子高所率部队为陈军精锐并且本人身先士卒，在讨伐留异的战争中单骑冲杀敌阵，为南陈统一南方立下赫赫战功。子高文武双全，且礼遇下士，上懂君心，乃一代良臣。
《陈书》史官曰评价：韩子高出身并不富贵，但因文帝的“鉴往古之得人，救当今之急弊，达聪明目之术，安黎和众之宜，寄以腹心，不论胄阀。” 而得到重用与信任，子高虽被陈顼以谋反罪诬陷杀害，但始终恪守臣节。
後世一些創作將陳蒨與韓子高的關係描繪為同性愛，例如明代李詡（或作李翊）在《陳子高傳》（收入《綠窗女史》卷五緣偶部，王世贞《豔異編》，馮夢龍《情史》）中寫陳蒨甚至曾打算登基後立他為皇后。王驥德的雜劇《裙釵壻》（男王后）是改編自《陳子高傳》的藝文作品

## 家庭
父韓延慶，

## 延伸阅读
[在维基数据编辑]
 《陳書·卷20》，出自姚思廉《陳書》
 《南史/卷68》，出自李延壽《南史》